# Roy Henkel
Roy Henkel, född 22 augusti 1905, död 6 oktober 1981 , var en kanadensisk ishockeyspelare.
Henkel blev olympisk guldmedaljör i ishockey vid vinterspelen 1932 i Lake Placid.